# 이재곤 (의학박사)
이재곤(李在崑, 1908년 ~ 1944년)은 강원도 지역 최초의 의학박사 1호이다.